# Smrt v Benátkách
Smrt v Benátkách (1912, Der Tod in Venedig) je nejznámější novela německého spisovatele Thomase Manna, nositele Nobelovy ceny za literaturu za rok 1929. Do češtiny přeložil Pavel Eisner. Roku 1971 podle ní italský režisér Luchino Visconti natočil film Morte a Venezia, který je do dnešní doby považován za jeden ze základních snímků světové kinematografie. Podle knihy vznikla také poslední opera Benjamina Brittena.

## Děj
Hlavním hrdinou příběhu je spisovatel Gustav von Aschenbach z Mnichova, který je doslova otrokem své práce, protože ve svém osamělém životě nemá nic jiného, na čem by lpěl. Je sice všeobecně považován za génia, ale jen on sám ví, že jeho díla jsou vydřena každodenní pečlivě naplánovanou prací, přičemž ho tato rutina na dlouhá desetiletí odstínila od skutečných životních prožitků. Mohlo by se zdát, že má vše, co je zapotřebí ke spokojenému životu – tvůrčí práci, slávu i uznání, ale on je neustále zmítán pochybnostmi o skutečných kvalitách svého díla, protože se sice dopracoval k vybroušené, avšak od života odtržené profesionální dokonalosti. Nakonec se rozhodne, že by mu všednost běžných dnů i jeho psychické problémy pomohlo změnit cestování.
Na jednom z istrijských ostrovů však vydrží jen několik týdnů, protože i zde nachází stejně povrchní společnost, jakou opustil v Německu. Nakonec odcestuje do Benátek, které mu již kdysi učarovaly svým romantickým prostředím. V hotelu, kde se ubytuje, žije rovněž jedna polská rodina. Jejich čtrnáctiletý syn Tadzio (Tadeáš) okouzlí Aschenbacha svojí fyzickou dokonalostí a krásou, a probudí v něm pečlivě ukrývané homosexuální tendence. Aschenbach přirovnává chlapce k dokonalým antickým řeckým sochám a ve svých nevyřčených milostných vyznáních jej nazývá Hyacintem, Erosem a Narcisem. Snaží se být neustále v jeho blízkosti a sleduje ho. Toto čistě platonické milostné vzplanutí, jež Aschenbacha donutí narušit celými desetiletími vypěstovaný stereotyp jeho života, se rozvine do obapolného erotického jiskření, kdy si Aschenbach a chlapec celé týdny vyměňují pohledy, avšak nikdy se ani jeden z nich neodváží toho druhého oslovit. Především Aschenbach má strach z výsměchu společnosti a nechce proto své city prozradit veřejně. Tadzio je pro Aschenbacha také velkou inspirací, pod vlivem chlapce vytvoří spisovatel výbornou stať, o které se mluví jako o své nejlepší práci.
V Benátkách však vládne nepříznivé počasí a hnilobné výpary z laguny způsobují Aschenbachovi nepříjemné zdravotní potíže, a tak, ač nerad, hodlá město opustit. Ale když je nešťastnou náhodou jeho kufr poslán na jiný parník, Aschenbach se rozhodne v Benátkách na své zavazadlo počkat a je celý šťastný, že nemusí odjet. Uvědomí si, že k Tadziovi chová ty nejhlubší city, že ho opravdu vroucně a vášnivě miluje.
Ve stejnou dobu vypukne v Benátkách epidemie cholery, kterou zpočátku úřady zatajují, aby nepřišly o turisty, ale na kterou ve skutečnosti zemřelo již mnoho lidí. Přes mnohá varování, kterých se ohledně smrtelného nebezpečí Aschenbachovi ze všech stran dostává, není Aschenbach schopen Benátky opustit, protože se nedokáže odpoutat od Tadzia. Chce varovat polskou rodinu, ale neudělá to, má strach s nimi promluvit. Nakonec se ovšem k odjezdu rozhodne polská rodina. Aschenbach se zhroutí a vinou zákeřné choroby umírá, v lehátku, na pláži s pohledem upřeným na Tadzia.

## Filmové adaptace
Podle knihy byly v minulosti natočeny tyto filmy:
- Morte a Venezia (Smrt v Benátkách), Itálie 1971, režie Luchino Visconti
- Death in Venice (Smrt v Benátkách), Velká Británie 1981, režie Tony Palmer – televizní film
- Death in Venice (Smrt v Benátkách), Velká Británie 1990, režie Robin Lough – televizní film

## Operní adaptace
- Death in Venice (Smrt v Benátkách), hudba Benjamin Britten, libreto Myfanwy Piperová, premiéra 16. června 1973 na festivalu v Aldeburghu